# Melvins
Melvins (рус. Зануды) — американская рок-группа, основанная в городе Монтесано, штат Вашингтон в 1983 году. Группа принадлежит к числу родоначальников жанров гранж и сладж-метал. Гитарист Базз Осборн (также известный как «King Buzzo») и барабанщик Дейл Кровер являются постоянными членами группы, в то время как бас-гитаристы постоянно менялись. Группа была названа в честь супервайзера Мелвина из фирмы, в которой Осборн работал клерком. Мелвин был презираем своими коллегами, и музыканты группы решили, что такое название будет смешным.
Первоначально сформированный как хардкор-панк-группа, коллектив находился в то время под влиянием музыки таких групп, как Black Flag, Swans и Flipper. Однако неповторимый стиль, причудливое чувство юмора и музыкальные эксперименты Melvins скоро отдалили группу от этого определения. Её медленный и тяжёлый сладжевый звук оказал сильное влияние на развитие жанра гранж, в частности на такие группы как Nirvana и Soundgarden. Влияние Melvins также признают группы Tool, Sunn O))), Neurosis, Майк Паттон из Faith No More, Mastodon, Кори Тейлор из Slipknot и Boris, назвавшие свою группу в честь одноимённой песни The Melvins с альбома «Bullhead» (1991).

## История

### 1980-е
В 1983 году, в Монтесано, гитарист Базз Осборн, бас-гитарист Мэтт Лукин и барабанщик Майк Диллард, учившиеся в одной школе, основали свою группу. Первоначально они играли кавер-версии хитов The Who и Джими Хендрикса, а также пробовали себя в хардкор-панке. Затем Диллард покинул группу, а на его место пришёл Дейл Кровер, в дом родителей которого, в Абердине, и переехали The Melvins. В это время звучание группы становится все более тяжелым и медленным, приобретая черты того, что потом назовут гранжем. Тогда же большим фанатом группы становится молодой Курт Кобейн — близкий друг Кровера. Он таскал для группы оборудование, посещал все их концерты, и даже прослушивался на место бас-гитариста (впрочем, неудачно — он настолько переволновался, что забыл все песни). Впоследствии Кобейн не потерял связи с группой и в 1993 году, будучи уже рок-звездой, спродюсировал и принял участие в записи нескольких песен (гитара на «Sky Pup» и перкуссия на «Spread Eagle Beagle») с альбома «Houdini». Melvins также выступали по предложению Курта на разогреве концертов Nirvana в период её позднего творчества.
В 1985 году лейбл C/Z Records выпустил альбом «Deep Six», примечательный тем, что это была возможно первая в истории музыки компиляция гранжевых групп. На альбоме были представлены четыре песни The Melvins. Также на альбоме присутствовали Soundgarden, Green River, Malfunkshun, Skin Yard и The U-Men. В 1986 году группа выпустила свой дебютный EP «Six Songs», впоследствии неоднократно расширенный и переизданный как «8 Songs», «10 Songs» и наконец «26 Songs».
В декабре 1986 года группа записала свой первый полноценный студийный альбом «Gluey Porch Treatments». Альбом был выпущен в 1987 году на Alchemy Records, а также дважды переиздан лейблом Boner Records (совместно со вторым альбомом «Ozma») и в 1999 году Ipecac Recordings.
23 января 1988 года Дейл Кровер принял участие в записи десяти демопесен группы Nirvana, которые затем вошли в их дебютный альбом «Bleach». На следующий день он играл на их концерте в Такоме, Вашингтон. В 1989 году Осборн и Кровер переезжают в Сан-Франциско, а Мэтт Лукин остается, чтобы вскоре создать группу Mudhoney. Новым басистом the Melvins становится Лори «Lorax» Блэк. В мае группа записывает свой второй альбом «Ozma», выпущенный годом позже. Альбом был спродюсирован Марком Дьютромом, который станет очередным бас-гитаристом группы в 1993 году.

### Начало 1990-х
В 1990 году был записан «Bullhead», отметивший ещё более тяжелый и медленный звук группы. Melvins отправились в тур по Европе, и 23 января 1991 года на концерте в Альцае, Германия записали свой первый концертный альбом «Your Choice Live Series Vol.12». Вернувшись в США, они записали мини-альбом «Eggnog», выпущенный в том же году на Boner Records.
Лори Блэк покинула группу, а её место занял Джо Престон (экс-Earth), принявший участие в записи концертного видео «Salad of a Thousand Delights» (1992). В то же время каждый участник записывает по сольному мини-альбому — «King Buzzo», «Dale Crover» и «Joe Preston», концепцией своей, имитирующих сольные EP участников группы Kiss 1978 года. В конце года был записан очередной студийный альбом «Lysol», состоящий из одного безымянного трека длиной 31 минуту (в CD-версии был разделен на шесть песен). Альбом пришлось переименовать в «Melvins», поскольку слово «Lysol» было зарегистрированной торговой маркой. Престон ушёл из группы, а на его место кратковременно вернулась Лори Блэк.

### Atlantic Records
Когда «Nevermind» группы Nirvana получил неожиданный массовый успех, Melvins, как и многие другие группы извлекли из этого пользу. Они подписали контракт с крупным лейблом Atlantic Records и в 1993 году выпустили свой самый коммерчески успешный альбом «Houdini», занявший 29 место в чарте Billboard Heatseekers. После записи альбома Лори Блэк вновь покинула группу, а на место бас-гитариста вернулся Марк Дьютром.
В 1993 и 1994 годах на фестивале «Lollapalooza» в составе группы выступал Джин Симмонс из Kiss. Он также выступал с ними на совместном концерте с группой Primus на песне «Going Blind» — кавер-версии хита Kiss с альбома «Hotter Than Hell». В 1994 году группа выпускает «Stoner Witch», а следующий экспериментальный альбом «Prick» Atlantic Records отказались выпускать ввиду его очевидной коммерческой бесперспективности. Альбом был выпущен лейблом Amphetamine Reptile Records, причем название группы было написано в зеркальном отражении. На Atlantic Records был выпущен ещё один альбом «Stag» (1996), занявший в Billboard Heatseekers 33 место. В следующем году лейбл разорвал контракт с группой.

### Конец 1990-х — середина 2000-х
В 1997 году был подписан контракт с Amphetamine Reptile Records и уже в мае вышел новый альбом «Honky». В 1998 году был выпущен концертный «Alive at the F*cker Club», записанный в Мельбурне, Австралия. В том же году группа выступала на открытиях шоу для Tool, а также принимала участие в фестивале «Ozzfest», вместе с такими группами как System Of A Down, Incubus, и другими.
В 1999 году началось сотрудничество группы с лейблом Ipecac Recordings, основателем которого является Майк Паттон. Были переизданы почти все альбомы Melvins, а затем, вместе с новым басистом Кевином Рутманисом, были записаны три студийных альбома, объединённых в «Трилогию»: «The Maggot», «The Bootlicker» и «The Crybaby».
В 2001 году группа вернулась к шумовым экспериментам с альбомом «Colossus of Destiny», состоящим из двух треков длиной 59 минут 23 секунды и 5 секунд соответственно. В рецензии на Allmusic альбом был назван «самой авангардной электро-акустикой, чем что-либо еще».
В 2003 году Atlantic Records несанкционированно выпустил «Melvinmania: The Best of the Atlantic Years 1993—1996» — компиляцию из альбомов Melvins, выпущенных этим лейблом. Группа не признала альбом официальным.
В 2004 году Осборн и Кровер организовали тур в честь 20-летия группы и выпустили книгу «Neither Here Nor There». Книга представляет собой ретроспективу истории группы и содержит рисунки создателей обложек альбомов Melvins, а также друзей группы. К книге прилагается альбом-компиляция с избранными песнями.

### Середина 2000-х — наши дни
В августе 2004 года Melvins выпускают совместный с Lustmord альбом «Pigs of the Roman Empire», а затем два совместных альбома с Джелло Биафра (поклонники группы называют этот союз «Jelvins») — «Never Breathe What You Can’t See» (2004) и «Sieg Howdy!» (2005). В поддержку первого был организован мини-тур, в котором приняли участие Melvins, Биафра и гитарист Tool Адам Джонс. Запланированный европейский тур был отменен в октябре 2004, из-за отсутствия Рутманиса, по поводу которого Осборн и Кровер заявили, что он «исчез». В начале 2005 года Рутманис вернулся, а уже в июне окончательно покинул группу (по слухам — из-за проблем с наркотиками). Временно его заменял Дэвид Скотт Стоун, который ранее уже сотрудничал с группой как сессионный музыкант.
В начале 2006 года Кровер подтвердил слухи о присоединении к Melvins двух участников сладж-группы Big Business — бас-гитариста Джареда Уоррена и барабанщика Коди Уиллиса. По поводу последнего Кровер сказал: «Он левша, таким образом мы хотим сыграть некоторые вещи в „зеркальном отображении“. Мы соединили наши ударные установки и хотим попробовать сделать несколько сумасшедших вещей. Мы делим эти большие томы между собой». Объединённые группы организовали совместный тур в поддержку нового альбома «(A) Senile Animal» (2006).
В июне 2008 года группа приняла участие в концерте, посвящённом 50-летнему юбилею Биафры, а в июле был выпущен студийный альбом «Nude With Boots».
В июне 2010 года вышел альбом «The Bride Screamed Murder».

## Состав

### Текущий состав
- Базз Осборн — гитара, вокал
- Дейл Кровер — ударные, вокал
- Стивэн Шэйн МакДональд — бас-гитара, вокал

### Бывшие участники
- Джаред Уоррен — бас-гитара, вокал
- Коди Уиллис — ударные
- Майк Диллард — ударные (1983—1984, 2008 на «Mangled Demos from 1983»)
- Мэтт Лукин — бас-гитара (1982—1987)
- Лори Блэк — бас-гитара (1987—1991, 1992—1993)
- Джо Престон — бас-гитара (1991—1992)
- Марк Дьютром — (1993—1998)
- Кевин Рутманис — (1998—2005)

### Сессионные музыканты
- Дэвид Скотт Стоун — гитара, бас-гитара
- Адам Джонс — гитара
- Тревор Данн — бас-гитара

## Дискография
| Дата               | Название                                        | Лейбл                       | Номер по каталогу |
| ------------------ | ----------------------------------------------- | --------------------------- | ----------------- |
| 1987               | Gluey Porch Treatments                          | Alchemy Records             | VM103             |
| 1989               | Ozma                                            | Boner Records               | BR16-2            |
| 1991               | Bullhead                                        | Boner Records               | BR25-2            |
| 1992               | Lysol (aka Melvins aka Untitled aka Lice-all)   | Boner Records               | BR35-2            |
| September 21, 1993 | Houdini                                         | Atlantic Records            | 82532-2           |
| August 5, 1994     | Prick                                           | Amphetamine Reptile Records | AmRep 031         |
| October 18, 1994   | Stoner Witch                                    | Atlantic Records            | 82704-2           |
| July 15, 1996      | Stag                                            | Atlantic Records            | 82878-2           |
| May 5, 1997        | Honky                                           | Amphetamine Reptile Records | AmRep 064-2       |
| May 17, 1999       | The Maggot                                      | Ipecac Recordings           | IPC-002           |
| August 23, 1999    | The Bootlicker                                  | Ipecac Recordings           | IPC-004           |
| February 7, 2000   | The Crybaby                                     | Ipecac Recordings           | IPC-006           |
| February 6, 2001   | Electroretard                                   | Man's Ruin Records          | MR2002            |
| April 15, 2002     | Hostile Ambient Takeover                        | Ipecac Recordings           | IPC-020           |
| August 23, 2004    | Pigs of the Roman Empire w/Lustmord             | Ipecac Recordings           | IPC-054           |
| October 19, 2004   | Never Breathe What You Can't See w/Jello Biafra | Alternative Tentacles       | Virus300          |
| September 26, 2005 | Sieg Howdy! w/Jello Biafra                      | Alternative Tentacles       | Virus350          |
| October 10, 2006   | (A) Senile Animal                               | Ipecac Recordings           | IPC-082           |
| July 8, 2008       | Nude with Boots                                 | Ipecac Recordings           | IPC-105           |
| June 1, 2010       | The Bride Screamed Murder                       | Ipecac Recordings           | IPC-112           |
| June 5, 2012       | Freak Puke                                      | Ipecac Recordings           | IPC-136           |
| April 29, 2013     | Everybody Loves Sausages                        | Ipecac Recordings           | IPC-144           |
| November 5, 2013   | Tres Cabrones                                   | Ipecac Recordings           | IPC-144           |
| October 14, 2014   | Hold It In                                      | Ipecac Recordings           | IPC-164           |
| June 3, 2016       | en:Basses Loaded                                | Ipecac Recordings           | IPM-MB1           |
| July 7, 2017       | en:A Walk with Love & Death                     | Ipecac Recordings           | IPC195            |
| April 20, 2018     | Pinkus Abortion Technician                      | Ipecac Recordings           | IPC201            |
| February 26, 2021  | Working with God                                | Ipecac Recordings           | IPC234            |
| October 15, 2021   | Five Legged Dog                                 | Ipecac Recordings           | IPC238            |